# Harem (Genre)
Als Harem (jap. ハーレム, Hāremu) wird ein lose definiertes Genre von Anime und Manga bezeichnet. Es ist dadurch charakterisiert, dass der Protagonist der Handlung von mehreren oder gar einer Vielzahl weiterer Charaktere anderen Geschlechts umgeben ist, die sich zu ihm hingezogen fühlen. In der Praxis wird der Protagonist überwiegend durch eine männliche Person gestellt, sodass der Großteil der Charaktere in diesen Werken weiblich ist. Wird von diesem als üblich angesehenen Schema abgewichen, wird nicht formal auch von einem Reverse Harem (逆ハーレム, Gyaku-Hāremu) gesprochen.

## Wortabstammung
Der Begriff leitet sich von dem arabischen Wort „Harem“ ab und wurde in den japanischen Sprachgebrauch übernommen. Hier wurde er im Zusammenhang mit Anime und Manga jedoch nicht in seiner ursprünglichen Bedeutung („Frauen; Tabu, heilig“) verwendet, sondern auf eine allgemeine Beziehungssituation erweitert. Letztlich verbreitete sich die Bezeichnung auch im englischen Sprachraum und wurde allmählich zu einer Genre-Bezeichnung.

## Abgrenzung und Merkmale
Der Begriff stammt aus der Fangemeinde, daher ist er nur sehr unscharf definiert, und so gehen exakte Definitionen weit auseinander. Jonathan Clements beschreibt die Struktur von Harem-Anime mit Bezug auf die Aussagen des Schöpfers von Tenchi Muyō!, Kajasima Masaki, als Weltsicht eines frustrierten, einsamen und jungfräulichen Jungen zwischen 15 und 18 Jahren. Dieser zeige eine Besessenheit von allen weiblichen Personen, in denen er mögliche, wenn auch nur vorübergehende Sexualpartner sehe. Entsprechend träten in Serien des Genres Frauen in großer Zahl und unterschiedlichem Charakter als mögliche und willige Partner auf, und die Geschichte fungiere mit den für den Zuschauer sonst unerreichbaren Frauen als Wunscherfüllung. Frauen würden in einer Mischung romantischer und erotischer Präsentation als großes, wundervolles Mysterium dargestellt. Dabei ließen sich die weiblichen Figuren in diesen Werken stets auf sechs oder sieben Persönlichkeitstypen zurückführen, die weniger der Beobachtung von Frauen als der Mechanik von Dating-Simulationen entlehnt sind.
Manga und Anime, die sich dieses Genres bedienen, sehen sich immer wieder der Kritik ausgesetzt, billige „Massenware“ zu sein, da sie zu viel voneinander kopieren würden. Viele von ihnen sollen sich auf eklatanten Fanservice verlassen und einen Mangel an ausgefeilter Handlung besitzen. Zugleich soll diese Form bei den weiblichen Konsumenten keinen hohen Stellenrang besitzen, da sie darin eine sexistische Fehlinterpretation von Mädchen und Frauen sehen. Dennoch werden die Ursachen dafür nicht  im Genre gesehen, sondern einzig in der Qualität der Werke.

## Vertreter
Love Hina ist ein bekannter dem Genre zuzuordnender Manga, ebenso vom selben Autor Magister Negi Magi. Weitere Beispiele sind Kore wa Zombie Desu ka?, Ranma ½, Rosario + Vampire, Sekirei. In jüngeren Titeln wird das Genre innerhalb der Handlung selbst referenziert. So parodierte Seitokai no Ichizon das Genre, indem der Protagonist offen zugibt, einen Harem gründen zu wollen, wogegen sich die weiblichen Figuren immer wieder zu wehren wissen und ihn ins Leere laufen lassen. In High School D×D verkündet der Protagonist, „Harem-König“ werden zu wollen, und wird tatkräftig von den weiblichen Figuren unterstützt, während in To Love-Ru Darkness eine der weiblichen Figuren gegen den Wunsch des Protagonisten auf einen Harem für ihn hinarbeitet.
Zu den typischen Vertretern dieses Genres gehören auch viele Ren’ai-Adventure bzw. Erogē und deren Adaptionen, in denen das Ziel besteht, mit einer oder gar gleichzeitig mehreren weiblichen Figuren eine romantische Beziehung einzugehen, teilweise auch mit einem Harem-Ende.
Vertreter von Reverse Harems sind beispielsweise Fruits Basket oder Ouran High School Host Club.